# Fès-Boulemane
L'ancienne région de Fès-Boulemane (en arabe : فاس بولمان) était une ancienne région marocaine , et l'une des seize régions du Maroc avant le découpage territorial de 2015. 
Celui-ci fusionne l'ancienne région de Fès-Boulemane avec la moitié nord de celle de Meknès-Tafilalet, à savoir la préfecture de Meknès et les provinces d'El Hajeb, Ifrane et Midelt pour constituer la nouvelle région de Fès-Meknès dont Fès reste le chef-lieu. 

## Géographie
L'ancienne région de Fès-Boulemane, située au centre-nord du Royaume et incluant une partie du Moyen Atlas avait une superficie de 20 318 km² soit 2,85 % de la superficie totale du Royaume et une population de 1 573 055 habitants soit 5,26 % de la population totale du pays, aux deux tiers urbaine dont la capitale Fès comptait 1 112 000 habitants en 2014.

Elle s’étendait sur une superficie de 20 318 km2, répartie entre les provinces de Sefrou et de Boulemane et les préfectures de Fès Jdid Dar Dbibagh, Fès-Médina et Zouagha Moulay Yacoub.
La région comprenait 15 communes urbaines et 48 communes rurales réparties dans les préfectures et provinces suivantes :
- la préfecture de Fès ;
- la province de Boulemane ;
- la province de Sefrou ;
- la province de Moulay Yaâcoub.

## Démographie
Selon le recensement général de la population et de l'habitat de 2004(RGPH), La région de Fès Boulemane compte, en dehors de l'agglomération de Fès, 11 communes urbaines et 5 centres émergents dans des communes rurales:
- L'agglomération de Fès (975507 habitants)
- La ville de Moulay Yacoub (3151 habitants).
- La ville de Bhalil (11638 habitants).
- La ville d'El Menzel (11465 habitants).
- La ville d'Immouzer Kandar (13725 habitants).
- la ville de Ribat El Khir (12654 habitants).
- La ville de Sefrou (63872 habitants).
- La ville de Boulemane (6910 habitants).
- La ville d'Immouzer Marmoucha (4001 habitants).
- La ville de Missour (20332 habitants).
- La ville d'Outat El Haj (13938 habitants).
- Le centre de Guigou (7976 habitants).
- Le centre de Oulad Tayeb (5056 habitants).
- Le centre de Skhinet (3317 habitants).
- Le centre de Zaouiat Bougrine (3570 habitants).
- Le centre de Ain Cheggag (4286 habitants).

La distribution de la population urbaine dans la région de Fès Boulemane montre une configuration macrocéphale dans laquelle l'agglomération de Fès domine largement les autres villes. L'indice de primatialité (rapport entre la population de la première et la deuxième ville d'une région) calculé sur la base des recensements précédents (82 /94 /04 et une estimation de 2012) montre que la dominance est lourde avec un indice qui évolue entre 10 et 16.

## Économie
Les secteurs primaire, secondaire et tertiaire représentent respectivement 26,1 %, 33,4 % et 38,7 % des emplois. le taux d'activité est de 55,6 % et le taux de chômage de 7,2 %. Le taux d'activité urbain est assez important par rapport au niveau national et se classe deuxième derrière Casablanca qui est à 47,6 %.

### Agriculture
La superficie agricole utile (S.A.U) dans la région s'élève à environ 317 031 ha, soit 16 % de la superficie totale de la région. Elle se répartit en superficie agricole irriguée 41 858, soit 13 % de la SAU ; la superficie agricole bour 275 173, soit 87 % de la SAU. La répartition des cultures est caractérisée par la prédominance des cultures céréalières qui occupent une superficie de 201 827 ha soit 63,5 % de la SAU totale de la région.
4 grandes entités agricoles composent la région:
- Les collines du prérif au nord (système de collines peu élevées aux sols marneux moyennement fertiles).
- Le Saïss autour de la ville de Fès (vertisols et hamri fertiles).
- Le Moyen Atlas au centre (groupe de grands reliefs avec des sols bruns fertiles).
- Les plateaux de la Moulouya (sols minéraux)[7].

### Industrie
Une des plus importantes du pays. En 2006, on comptait 621 unités, soit 8 % du total national, et emploie environ 27 718 personnes, soit 6 % par rapport au niveau national, en termes d'investissement, il est évalué à 812 millions DH ce qui représente 5 % du niveau national. La production industrielle de la région a atteint 8,3 milliards de DH (4 % du total national), tandis que le volume des exportations s'est établi à environ 2 milliards de DH (3 % du total national). Quasiment l'ensemble du tissu industriel est concentré au niveau de la ville de Fès, avec une part de 94 % du total de la région.

### Artisanat
Le secteur artisanal est considéré comme l'une des composantes fondamentales dans la structure économique et sociale de la région. Il joue un rôle important en matière d'emploi, il compte 30 000 artisans soit 15 % de la population active répartis sur 205l métiers. En termes d'activités, 5 800 unités de production sont installées dans la région. Les principaux secteurs d'activité artisanale sont: céramique et poterie, tapisserie, boissellerie, vannerie, orfèvrerie, argenterie, cuivre et dinanderie, soierie et broderie, maroquinerie, habillement en cuir, sculpture et peinture de bois, ferronnerie...

### Tourisme
Le tourisme dans la région est essentiellement un tourisme culturel dû au patrimoine historique, architectural de renommée internationale. Grâce à la présence de plusieurs sources minérales et stations thermales, notamment celles de Moulay Yaâcoub et Sidi Harazem, la destination est considérée comme une destination de choix pour les amateurs du tourisme de repos et de cure. Ajoutons également le tourisme de montagne qui occupe une place importante dans la région, et ce grâce à l’existence d'atouts importants et diversifiés particulièrement: la diversité naturelle, la multiplicité des sites, la présence des sources, des lacs, des forêts et des cascades.

## Climat et relief
La région de Fès-Boulemane est soumise à 3 types de climats :
- Un climat continental dans la partie nord, très chaud et très sec en été et froid et humide en hiver. La moyenne des précipitations y est de 500 mm et les vents y sont secs et froids ou bien froids et humides en hiver et chauds en été (chergui).

- Un climat froid et humide en zone montagneuse, très froid et très neigeux en hiver et tempéré en été. La moyenne des précipitations dépasse les 700 mm avec des chutes de grêle et des inondations consécutives aux averses.

- Un climat semi-aride dans les hautes collines de Boulemane, où la moyenne des précipitations n'excède pas le cap des 250 mm. Les hivers y sont très froids et neigeux, avec des gelées quasi-quotidiennes et un nombre non négligeable de jours sans dégel.

Le relief de la région est constitué essentiellement des collines au pied du Rif dans la zone du Nord, des montagnes du Moyen Atlas, des hautes collines du Missour et des plaines de Saïss.